# Josef Famula
Josef Famula (* 23. November 1919 in Schlesien; † 22. Juni 1985) war ein deutscher Fußballspieler, der von 1947 bis 1959 in der Oberliga Nord für den FC St. Pauli 219 Spiele mit elf Toren bestritten hat.

## Laufbahn
Nach Ende des Zweiten Weltkrieges kamen durch die Verpflegungsmöglichkeit der Metzgerei von Karl Miller Senior und die Kontakte des Sohnes Karl in der Dresdner und Berliner Fußballszene mehrere leistungsstarke Spieler zum FC St. Pauli. Neben Heinz Hempel, Walter Dzur, Heinrich Schaffer, Heinz Köpping, Fritz Machate, Rolf Börner, Hans Appel und Heinz Lehmann gehörte auch der vormalige Spieler von Beuthener SuSV 09, Josef Famula, dazu. Nicht zu Unrecht bekam die Mannschaft der Jahre 1947 bis 1952 den Begriff „Wunderelf“ angehängt. St. Pauli stritt sich mit dem Hamburger SV um die Meisterschaft, viermal kam die Mannschaft in den Jahren 1948 bis 1951 zur Vizemeisterschaft. Der vielseitig einsetzbare Famula – vom Verteidiger bis zum Stürmer reichte sein Betätigungsfeld; am 3. Oktober 1948 stand er sogar einmal im Tor beim Verbandsspiel gegen Concordia Hamburg und hielt beim 2:0-Erfolg das Tor sauber – war in den ersten Jahren Ersatzspieler. In der Saison 1950/51 gehörte er erstmals mit 25 Einsätzen und zwei Toren der Stammbesetzung des Nord-Vizemeisters an. Er kam in den Endrunden um die Deutsche Meisterschaft 1949 und 1951 in acht Spielen zum Zuge. Erst nach der Runde 1958/59, der als Vulkaniseur sein Brot verdienende Famula bestritt am 12. April 1959 beim Nachholspiel gegen den VfV Hildesheim als rechter Verteidiger sein letztes Oberligaspiel, mit 39 Jahren, beendete „Jupp“ seine Laufbahn.